# Mongolski šahovski savez
Mongolski šahovski savez (mong.: Монголын Шатрын Холбоо), krovno tijelo športa šaha u Mongoliji. Sjedište je u Ulan Batoru, Džingisova avenija. Osnovan je 1955. godine i član je FIDE od 1992. godine. Član je nacionalnog olimpijskog odbora. Mongolija pripada azijskoj zoni 3.3. Predsjednik je Jadamsuren Sandžmjatav (ažurirano 22. listopada 2019.).

## Vanjske poveznice
- Službene stranice
- Facebook